# Bico de pena

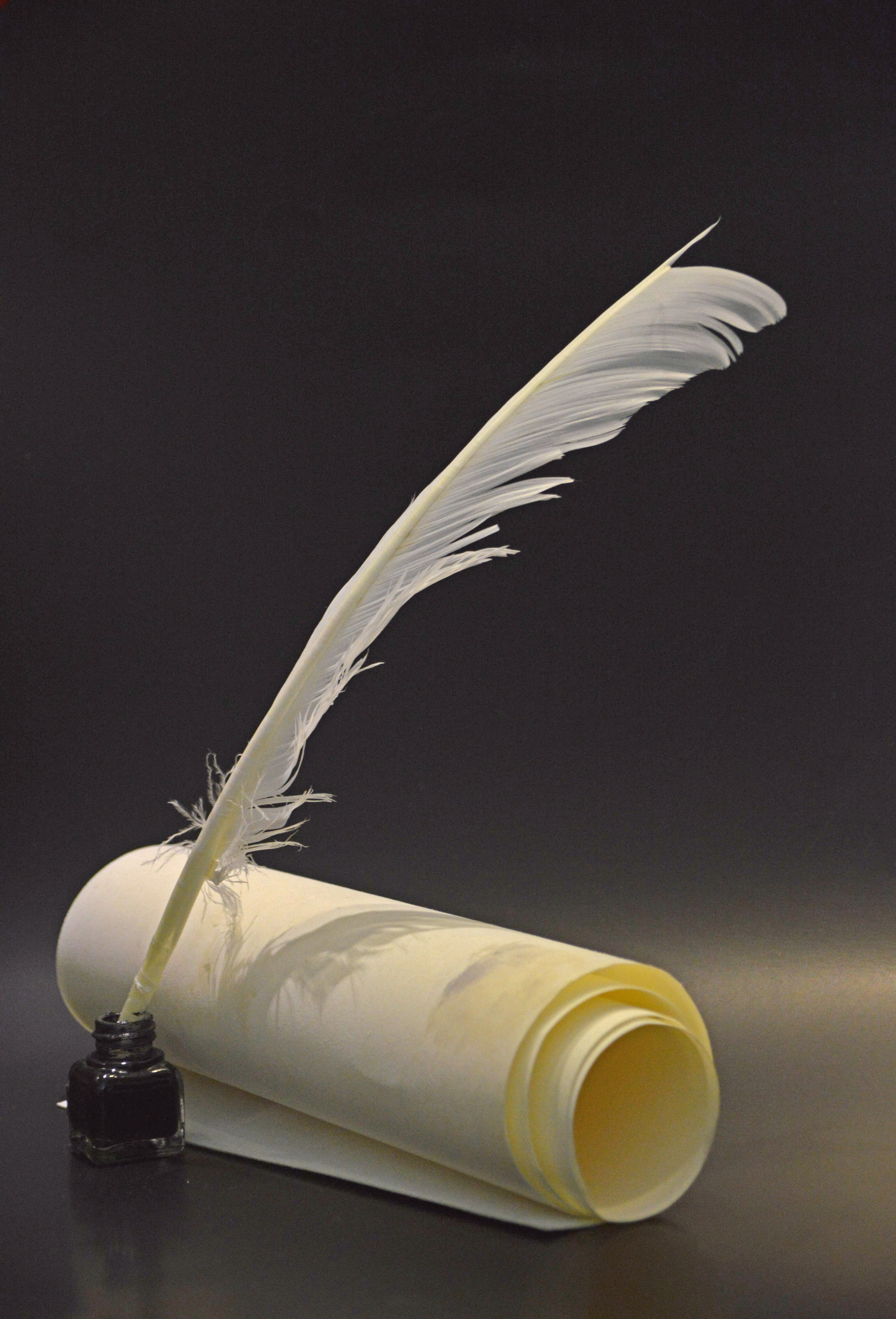

Bico de pena ou aparo é uma ferramenta usada para escrita, caligrafia, gravura e desenho. Atualmente utilizada principalmente na arte da escrita, a pena é famosa pelo seu formato que permite aos artistas usufruir facilmente do chamado "efeito fino-grosso" do traço. Esse efeito costuma ser usado para dar volume aos desenhos, embora possa ser feito também com um pincel. Existem diversos tipos de penas e também diversas grossuras, cada um com seu traço específico e características próprias. Atualmente, o mesmo efeito pode ser obtido por meio das canetas bico de pena.

## História
O bico de pena começou a ser utilizado para escrita no ano 700, sendo feito das primeiras cinco penas de vôo da asa esquerda de pássaros em muda (geralmente, ganso, cisne, águia, coruja, perú, falcão ou galinha), dependendo da disponibilidade da pena. Preferiam as penas da asa esquerda porque se curvam para fora e para longe do escritor. Depois de cuidadosamente selecionada, a pena era sujeita a um meticuloso processamento em areia quente para fortalecê-la, sendo depois afiado antes de ser usada como instrumento de escrita.
As penas utilizadas como canetas para escrita e gravura eram desbastados e aparados com a ajuda de canivetes. Estando muito presente em mesas de trabalho a lâmina do canivete era também usada para outras funções, desde cortar páginas de papel a limpar as unhas. A haste oca da pena funcionava como um pequeno reservatório de tinta. 

Este instrumento de escrita foi o preferido no ocidente europeu do século VI até ao século XVIII tendo declinado após a invenção e produção em massa de canetas com aparo metálico.

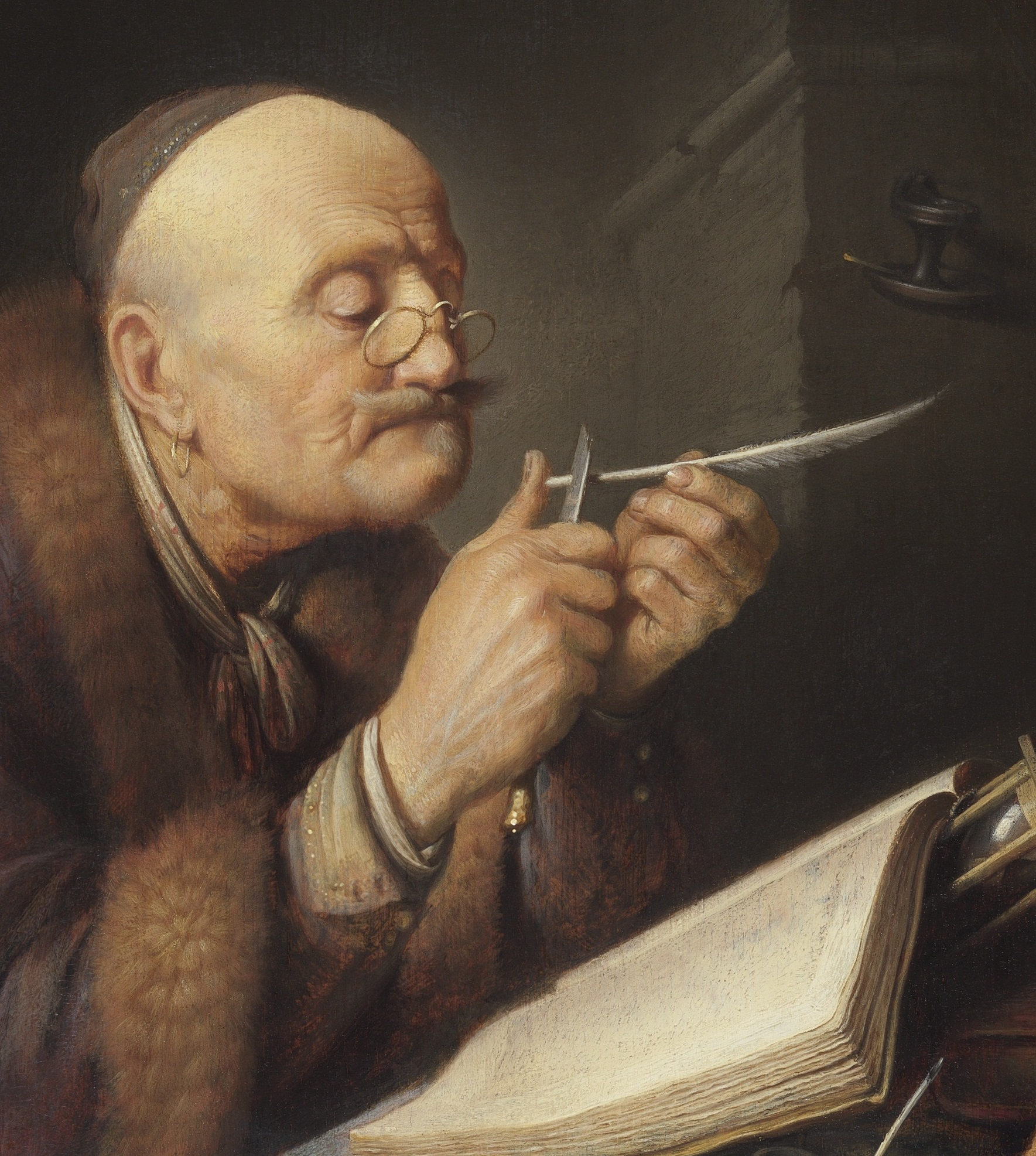
O pintor Gerrit Dou afiando, com um canivete, um bico de pena para ser utilizado em escrita e gravura.